# RJ Nembhard
Ruben R. Nembhard, detto RJ (Keller, 22 marzo 1999), è un cestista statunitense, professionista nella NBA e in Italia.
É il figlio di Ruben Nembhard.